# Foramen rotundum

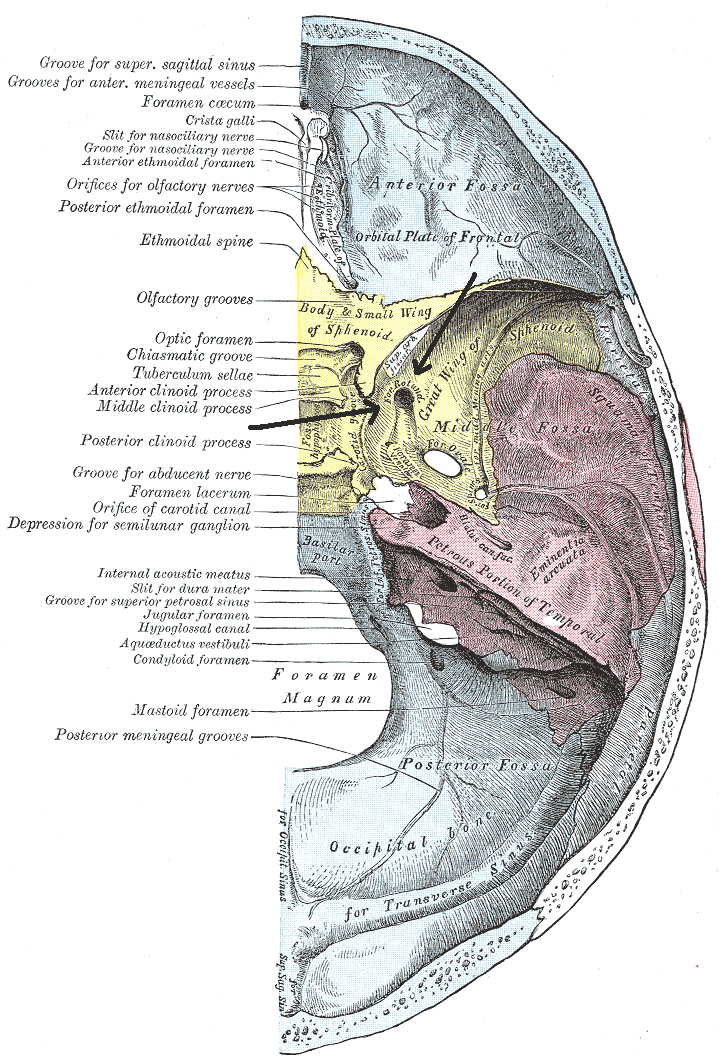
Lage des Foramen rotundum (Pfeile) von der mittleren Schädelgrube aus gesehen

Das Foramen rotundum (lat. für „rundes Loch“) ist eine Öffnung des Schädels im Bereich des Keilbeins, die die mittlere Schädelgrube (Fossa cranii media) mit der Flügelgaumengrube (Fossa pterygopalatina) verbindet. Beim erwachsenen Menschen ist sie etwa 3,5 mm groß. Das Foramen rotundum ist die Durchtrittsstelle für den Nervus maxillaris, eines Astes des V. Hirnnervs.
Bei Wiederkäuern und Schweinen ist das Foramen rotundum mit der Fissura orbitalis zum Foramen orbitorotundum verschmolzen.